# Marcel Fässler (coureur)
Marcel Fässler (Einsiedeln, 27 mei 1976) is een Zwitsers voormalig autocoureur. Van 2010 tot 2016 nam hij deel aan het FIA World Endurance Championship als onderdeel van het Audi Sport Team Joest. Met bijrijders André Lotterer en Benoît Tréluyer won hij driemaal de 24 uur van Le Mans en veroverde hij de wereldtitel in het World Endurance Championship in 2012.

## Carrière

### DTM
Marcel Fässler begon zijn professionele racecarrière in de DTM in een Mercedes bij het het HWA Team. Na vier jaar stapte hij over naar het OPC Team Phoenix waar hij met een Opel reed. Fässler behaalde in totaal vijf overwinningen. Zijn beste resultaat was een derde plaats in het kampioenschap van 2003.
Bij de Grand Prix Formule 1 van Canada 2001 was de vaste bestuurder van de safety car (Bernd Mayländer) geblesseerd, en mocht Fässler het stuur van hem overnemen.

### FIA GT
Na de DTM nam Fässler deel aan diverse raceklassen. In 2008 deed hij een volledig seizoen mee in het FIA GT kampioenschap. Hij behaalde twee overwinningen in zijn Chevrolet Corvette C6.R en eindigde dat jaar op een zevende plek.

### FIA World Endurance Championship
In 2012 stapte Fässler in bij het Audi Sport Team Joest om deel te nemen aan het FIA World Endurance Championship. In zijn eerste seizoen behaalde hij drie overwinningen en mocht hij uiteindelijk het kampioenschap op zijn naam schrijven. Hij bleef in de jaren daarna ook winnen, maar werd drie jaar op rij tweede.

### IMSA SportsCar Championship
In 2016 stapte Fässler over naar het IMSA SportsCar Championship. Hoewel hij hier slechts enkele races per jaar reed, wist hij in 2016 wel de 24 uur van Daytona en de 12 uren van Sebring in zijn klasse te winnen.

### 24 uur van Le Mans
In 2006 nam Fässler voor de eerste keer deel aan de 24 uur van Le Mans, waar hij uiteindelijk veertien keer in startte. In zijn eerste vier deelnames wist hij de finish niet te halen. In 2010 stapte hij in bij Joest Racing en vormde daar een vast team met André Lotterer en Benoît Tréluyer. Met zijn Audi R15 TDI behaalde hij in 2010 een tweede plaats. In 2011 en 2012 bestuurde hij een Audi R18 en wist beide jaren de race te winnen. Hij werd hiermee de eerste Zwitser die de race wist te winnen. Samen met Lotterer en Tréluyer schreef hij ook de race van 2014 op zijn naam. In 2015 behaalden zij nog een derde plek. Van 2017 tot en met 2019 reed Fässler voor het team Corvette Racing in de LMGTE Pro-klasse, maar behaalde hierin geen successen meer.
In 2019 werd Fässler als kampioen van het WEC bijgeschreven in de FIA Endurance Hall of Fame. In maart 2021 kondigde hij aan dat hij zou stoppen als professioneel autocoureur.

## Resultaten
| Jaar | Series         | Team            | Races | Overwinningen | Podiums | Punten | Kampioenschap |
| ---- | -------------- | --------------- | ----- | ------------- | ------- | ------ | ------------- |
| 2000 | DTM            | HWA team        | 16    | -             | 6       | 116    | 4             |
| 2001 | DTM            | HWA Team        | 20    | 2             | 4       | 76     | 4             |
| 2002 | DTM            | HWA Team        | 20    | 2             | 2       | 30     | 4             |
| 2003 | DTM            | HWA Team        | 10    | 1             | 4       | 57     | 3             |
| 2004 | DTM            | Phoenix Racing  | 11    | -             | -       | 13     | 9             |
| 2005 | DTM            | Phoenix Racing  | 11    | -             | -       | 12     | 12            |
|      |                |                 |       |               |         |        |               |
| 2008 | FIA GT         | Phoenix Racing  | 13    | 2             | 3       | 48,5   | 7             |
|      |                |                 |       |               |         |        |               |
| 2012 | WEC            | Joest Racing    | 8     | 3             | 7       | 172,5  | 1             |
| 2013 | WEC            | Joest Racing    | 8     | 3             | 6       | 149,25 | 2             |
| 2014 | WEC            | Joest Racing    | 8     | 2             | 2       | 127    | 2             |
| 2015 | WEC            | Joest Racing    | 8     | 2             | 8       | 161    | 2             |
| 2016 | WEC            | Joest Racing    | 8     | -             | 3       | 104    | 5             |
|      |                |                 |       |               |         |        |               |
| 2016 | IMSA SportsCar | Corvette Racing | 3     | 2             | 3       | 103    | 12            |
| 2017 | IMSA SportsCar | Corvette Racing | 3     | -             | -       | 71     | 16            |
| 2018 | IMSA SportsCar | Corvette Racing | 3     | -             | 1       | 85     | 12            |
| 2019 | IMSA SportsCar | Corvette Racing | 5     | -             | -       | 118    | 13            |
| 2020 | IMSA SportsCar | Corvette Racing | 3     | -             | -       | 77     | 10            |

### Resultaten 24 uur van Le Mans
| Jaar | Team                  | Co-coureurs                         | Auto                    | Klasse  | Ronden | Positie | Positie klasse |
| ---- | --------------------- | ----------------------------------- | ----------------------- | ------- | ------ | ------- | -------------- |
| 2006 | Swiss Spirit          | Harold Primat Philipp Peter         | Courage LC70-Judd       | LMP1    | 132    | DNF     | DNF            |
| 2007 | Swiss Spirit          | Jean-Denis Delétraz Iradj Alexander | Lola B07/18-Audi        | LMP1    | 62     | DNF     | DNF            |
| 2008 | Team Oreca-Matmut     | Olivier Panis Simon Pagenaud        | Courage-Oreca LC70-Judd | LMP1    | 147    | DNF     | DNF            |
| 2009 | Corvette Racing       | Oliver Gavin Olivier Beretta        | Chevrolet Corvette C6.R | GT1     | 311    | DNF     | DNF            |
| 2010 | Audi Sport Team Joest | André Lotterer Benoît Tréluyer      | Audi R15 TDI plus       | LMP1    | 396    | 2       | 2              |
| 2011 | Audi Sport Team Joest | André Lotterer Benoît Tréluyer      | Audi R18 TDI            | LMP1    | 355    | 1       | 1              |
| 2012 | Audi Sport Team Joest | André Lotterer Benoît Tréluyer      | Audi R18 e-tron quattro | LMP1    | 378    | 1       | 1              |
| 2013 | Audi Sport Team Joest | André Lotterer Benoît Tréluyer      | Audi R18 e-tron quattro | LMP1    | 338    | 5       | 5              |
| 2014 | Audi Sport Team Joest | André Lotterer Benoît Tréluyer      | Audi R18 e-tron quattro | LMP1-H  | 379    | 1       | 1              |
| 2015 | Audi Sport Team Joest | André Lotterer Benoît Tréluyer      | Audi R18 e-tron quattro | LMP1    | 393    | 3       | 3              |
| 2016 | Audi Sport Team Joest | André Lotterer Benoît Tréluyer      | Audi R18                | LMP1    | 367    | 4       | 4              |
| 2017 | Corvette Racing - GM  | Tommy Milner Oliver Gavin           | Chevrolet Corvette C7.R | GTE Pro | 335    | 24      | 8              |
| 2018 | Corvette Racing - GM  | Tommy Milner Oliver Gavin           | Chevrolet Corvette C7.R | GTE Pro | 259    | DNF     | DNF            |
| 2019 | Corvette Racing       | Tommy Milner Oliver Gavin           | Chevrolet Corvette C7.R | GTE Pro | 82     | DNF     | DNF            |

### A1GP resultaten
| Jaar    | Inschrijving        | 1       | 2       | 3       | 4       | 5       | 6       | 7       | 8       | 9       | 10      | 11      | 12      | 13      | 14      | 15      | 16      | 17         | 18         | 19      | 20      | 21      | 22      | Rang | Punten |
| ------- | ------------------- | ------- | ------- | ------- | ------- | ------- | ------- | ------- | ------- | ------- | ------- | ------- | ------- | ------- | ------- | ------- | ------- | ---------- | ---------- | ------- | ------- | ------- | ------- | ---- | ------ |
| 2006-07 | A1 Team Zwitserland | NED SPR | NED FEA | CZE SPR | CZE FEA | BEI SPR | BEI FEA | MAL SPR | MAL FEA | IND SPR | IND FEA | NZL SPR | NZL FEA | AUS SPR | AUS FEA | RSA SPR | RSA FEA | MEX SPR 10 | MEX FEA 14 | SHA SPR | SHA FEA | GBR SPR | GBR FEA | 8    | 50     |